# Zand (Stamm)
Die Zand (kurdisch Zend) sind ein Lekstamm in der Region Kurdistan. Die Zand bewohnen in Iran vor allem die Grenzregion zwischen den Provinzen Hamadan und Luristan, kommen vereinzelt auch in Chorasan und Balutschistan vor. Im Irak ist nördlich von Chanaqin ein gleichnamiger Stamm anzutreffen, der dieselbe Religion und Sprache mit den Zand in Iran hat.
Der Begründer der Zand-Dynastie, Karim Chan-e Zand, war ein Mitglied dieses Stammes.